# Psammoecus nitescens
Psammoecus nitescens es una especie de coleóptero de la familia Silvanidae.

## Distribución geográfica
Habita en Seychelles.